# Liste der Bodendenkmale in Prötzel
In der Liste der Bodendenkmale in Prötzel  sind alle Bodendenkmale der brandenburgischen Gemeinde Prötzel und ihrer Ortsteile aufgelistet. Grundlage ist die Veröffentlichung der Landesdenkmalliste mit dem Stand vom 31. Dezember 2020.
Die Baudenkmale sind in der Liste der Baudenkmale in Prötzel aufgeführt.

## Bodendenkmale
| Gemarkung         | Flur    | Kurzansprache                                                                  | Bodendenkmalnummer | Bemerkung                                          | Bild |
| ----------------- | ------- | ------------------------------------------------------------------------------ | ------------------ | -------------------------------------------------- | ---- |
| Harnekop (Lage)   | 1, 2    | Dorfkern deutsches Mittelalter, Dorfkern Neuzeit                               | 60089              |                                                    |      |
| Harnekop (Lage)   | 1, 2    | Siedlung Urgeschichte                                                          | 60090              |                                                    |      |
| Prötzel (Lage)    | 3, 1    | Wüstung deutsches Mittelalter, Siedlung Neuzeit                                | 60796              | siehe auch Liste der Bodendenkmale in Altlandsberg |      |
| Prötzel (Lage)    | 18, 20  | Gräberfeld Bronzezeit, Hügelgräberfeld Bronzezeit                              | 60793              |                                                    |      |
| Prötzel (Lage)    | 12, 13  | Wüstung deutsches Mittelalter                                                  | 60794              |                                                    |      |
| Prötzel (Lage)    | 18      | Dorfkern deutsches Mittelalter, Dorfkern Neuzeit, Schloss Neuzeit              | 60795              |                                                    |      |
| Prötzel (Lage)    | 1, 12   | Siedlung Urgeschichte                                                          | 60797              |                                                    |      |
| Prötzel (Lage)    | 5       | Dorfkern deutsches Mittelalter, Dorfkern Neuzeit                               | 60799              |                                                    |      |
| Prötzel (Lage)    | 21      | Siedlung römische Kaiserzeit                                                   | 60800              |                                                    |      |
| Prötzel (Lage)    | 21      | Siedlung Bronzezeit                                                            | 60801              |                                                    |      |
| Prötzel (Lage)    | 20      | Siedlung Urgeschichte                                                          | 60802              |                                                    |      |
| Prötzel (Lage)    | 20, 21  | Dorfkern deutsches Mittelalter, Dorfkern Neuzeit, Siedlung römische Kaiserzeit | 60803              |                                                    |      |
| Prötzel (Lage)    | 20, 21  | Siedlung Urgeschichte                                                          | 60804              |                                                    |      |
| Prötzel (Lage)    | 20      | Siedlung Urgeschichte                                                          | 60805              |                                                    |      |
| Sternebeck (Lage) | 1, 4, 5 | Dorfkern deutsches Mittelalter, Dorfkern Neuzeit                               | 60144              |                                                    |      |